# 13時ショー
『13時ショー』（じゅうさんじショー）は、1972年10月2日から1976年1月30日まで平日の「13時」（午後1時）台にNET（現在のテレビ朝日）系列で放送されたワイドショー。

## 概要
NET本社（東京都港区六本木）のスタジオにゲストを招いての生放送番組で、基本として1つのテーマを取り上げていた。
番組の開始に当たっては、ニューヨークでの留学から日本に帰国したばかりの黒柳徹子（俳優）をメイン司会者に起用。黒柳のトレードマークである「タマネギヘア」は、当番組で初めて披露された。また、三本和彦（自動車評論家）と高井正憲（当時はNETのアナウンサー）がサブ司会者として出演。1973年4月からは高井に代わって、棟方宏一（当時の先輩アナウンサー）が司会陣に加わった。
NET系列では1975年3月28日（金曜日）まで、平日の12:00から『アフタヌーンショー』（報道・芸能情報色の強いワイドショー）と当番組を2本連続で編成。当番組の放送時間を55分（13:00 - 13:55）に定めていたが、翌週の月曜日（3月31日）以降は40分（13:15 - 13:55）に短縮している。近畿広域圏でのネット局が3月31日のネットチェンジで毎日放送から朝日放送（当時）へ移行したことに伴って、ネットチェンジの前からTBS系列で流れていた『シャボン玉プレゼント』（朝日放送発の全国ネット向け番組）の放送枠を、NETがこの日からネットチェンジ前と同じ時間帯（13:00 - 13:15）へ組み込んだことによる。
ちなみにNETでは、当番組から司会者（黒柳）とノウハウを継承した『徹子の部屋』を、当番組終了の翌週（1976年2月2日）から平日の13時台に放送している。

## 放送時間
| 期間       | 期間       | 放送時間（日本時間）              |
| ---------- | ---------- | --------------------------------- |
| 1972.10.02 | 1975.03.28 | 月曜 - 金曜 13:00 - 13:55（55分） |
| 1975.03.31 | 1976.01.30 | 月曜 - 金曜 13:15 - 13:55（40分） |

## ネット局
系列局および局名・放送対象地域は放送当時のもの
| 放送対象地域                                                       | 放送局                  | 系列                                        | 備考                                                  |
| ------------------------------------------------------------------ | ----------------------- | ------------------------------------------- | ----------------------------------------------------- |
| 関東広域圏                                                         | NETテレビ               | NETテレビ系列                               | 制作局                                                |
| 北海道                                                             | 北海道テレビ放送（HTB） | NETテレビ系列                               |                                                       |
| 宮城県                                                             | 東日本放送（KHB）       | NETテレビ系列                               | 1975年10月開局から                                    |
| 中京広域圏                                                         | 中京テレビ放送（CTV）   | NETテレビ系列                               | 1973年3月30日まで                                     |
| 中京広域圏                                                         | 名古屋テレビ（NBN）     | NETテレビ系列                               | 1973年4月2日から                                      |
| 近畿広域圏                                                         | 毎日放送（MBS）         | NETテレビ系列                               | 1975年3月28日まで                                     |
| 近畿広域圏                                                         | 朝日放送（ABC）         | NETテレビ系列                               | 1975年3月31日から 現・朝日放送テレビ                  |
| 岡山県                                                             | テレビ岡山（OHK）1      | フジテレビ系列 NETテレビ系列                | 正式社名および現在の通称は岡山放送 現・フジテレビ系列 |
| 広島県                                                             | 広島ホームテレビ（UHT） | NETテレビ系列                               | 現略称・HOME                                          |
| 香川県                                                             | 瀬戸内海放送（KSB）1    | NETテレビ系列                               |                                                       |
| 福岡県                                                             | 九州朝日放送（KBC）     | NETテレビ系列                               |                                                       |
| 鹿児島県                                                           | 鹿児島テレビ放送（KTS） | 日本テレビ系列 フジテレビ系列 NETテレビ系列 | 現・フジテレビ系列                                    |
| - 1・1979年4月の岡山県・香川県の電波相互乗り入れ前で県域放送時代。 |                         |                                             |                                                       |

## スタッフ
- プロデューサー：中島力

## エピソード
- 1975年8月30日に同局系の土曜昼番組『土曜ショー』で放送された「マンガ大行進 赤塚不二夫ショー」に、当時福岡から上京し、漫画家の赤塚不二夫宅に居候していたタモリが出演し（同番組がタモリ自身初のテレビ出演、かつ芸能界デビュー作でもある）、その番組を黒柳が偶然視聴して、タモリに興味を持ったことがきっかけとなり、翌9月にこの番組で放送された「珍芸スターお笑い大行進」にて、実際にタモリが出演することとなる（もちろん赤塚も一緒に出演した）[3][4]。これが、後年の『徹子の部屋』におけるタモリの年末恒例出演（1978年 - 2013年・2021年-）へも繋がることとなる。
- 2019年9月27日に現・テレビ朝日系で放送された『徹子の部屋SP TVエンタメ伝説の名場面史』にて、黒柳が所有していた当番組のビデオ映像を放送[5]、最終回映像ではエンディング（「13時ショー おわり」のエンドテロップあり）後に『徹子の部屋』予告編[6]も放送された。
- なお、本番組の後番組である『徹子の部屋』に三本・高井・棟方がゲスト出演したかどうかは不明である。